# Caprina Fahey
Pour les articles homonymes, voir Fahey.
Caprina Fahey (née Gilbert ; 13 septembre 1883 - 26 octobre 1959) est une suffragette britannique, décorée de la Hunger Strike Medal de la Women's Social and Political Union (WSPU) « pour sa bravoure » en 1914. Elle est un membre actif de la WSPU et elle est emprisonnée deux fois à la prison de Holloway. En 2017, le Norfolk Museums Service lance un appel fructueux pour obtenir des informations sur sa vie.
Fahey est née à Capri, en Italie et est la fille du sculpteur Alfred Gilbert. En grandissant, elle vit en Italie, en Belgique et en Angleterre. Elle se marie deux fois, divorce de son premier mari et conserve la garde de leur enfant, ce qui est inhabituel à l'époque. Masseuse de formation, elle sert avec la Croix-Rouge française pendant la Première Guerre mondiale. Elle obtient ensuite son diplôme de sage-femme, puis déménage à Hainford dans le Norfolk, où elle vit avec son deuxième mari jusqu'à sa mort en 1959.

## Enfance et famille
Caprina Fahey est née Charlotte Emily Caprina Gilbert à Capri, en Italie, le 13 septembre 1883,. Elle est la plus jeune de cinq enfants. Sa mère est Alice Jane Gilbert (1847–1916) et son père est Alfred Gilbert (1854–1934), sculpteur de la Shaftesbury Memorial Fountain (en) à Piccadilly Circus, Londres. Parmi ses autres œuvres, il a également créé le mémorial à Henry Fawcett à l'Abbaye de Westminster, Fawcett ayant été marié à Millicent Fawcett, dirigeante de la National Union of Women's Suffrage Societies (NUWSS). Ses parents sont cousins et s'enfuient à Paris pour se marier. De France, ils déménagent en Italie, avant de retourner en Angleterre alors que Gilbert poursuit sa carrière. Sa faillite en 1901 contraint la famille à déménager à Bruges puis à retourner plus tard en Angleterre. Fahey voyage en train vers la Belgique avec sa mère le 7 septembre 1901.
Fahey est occasionnellement modèle pour son père. Il désapprouve son activisme ultérieur en tant que suffragette, commentant dans une lettre en 1909 « une cause pourrie!!! ». Plus tard, il la laisse hors de son testament, bien qu'elle assiste à ses funérailles au crématorium de Golders Green,.

## Carrière
Fahey suit une formation de masseuse et épouse Alfred Edward Fahey en 1901, prenant son nom,. Son mari est l'un des assistants de son père et peintre,. Ensemble, ils ont un fils appelé Dennis Mountiford Fahey en 1905, mais Alfred la quitte quand le garçon a six mois . Plus tard, elle poursuit Alfred en divorce et obtient la garde de Dennis; c'était inhabituel pour l'époque. Son mari meurt peu après en 1907 et leur fils meurt à l'âge de 35 ans à Brighton, laissant à sa mère trois petits-enfants dans le Sussex,,.
Fahey sert avec la Croix-Rouge française en tant que masseuse pendant la Première Guerre mondiale, où elle rencontre son deuxième mari Edward Knight,. De retour en Grande-Bretagne, elle suit ensuite une formation de sage-femme, obtenant son diplôme en mai 1917, et participe au Women's Institute. Fahey et Knight déménagent à Rose Cottage, à Hainford, Norfolk pendant la Seconde Guerre mondiale. Fahey travaille comme Air Raid Warden et ils accueillent au moins un évacué en temps de guerre. Ils y restent jusqu'à la mort de Fahey.

## Activisme pour le droit de vote des femmes
À partir du milieu des années 1900, Fahey devient un membre actif de la Women's Social and Political Union (WSPU), participe à l'activisme des suffragettes et apparaît sur le tableau d'honneur des suffragettes enregistrant celles qui purgent des peines de prison pour la cause. Elle rejoint la WSPU en 1908 et, en deux ans, devient l'organisatrice pour le Middlesex. À l'époque, elle vit avec Vera Wentworth à Londres. Fahey aide également à Longdown Farm, organisant des réunions de suffragettes dans le centre du Buckinghamshire, où elle reste pendant les étés 1908 et 1909.

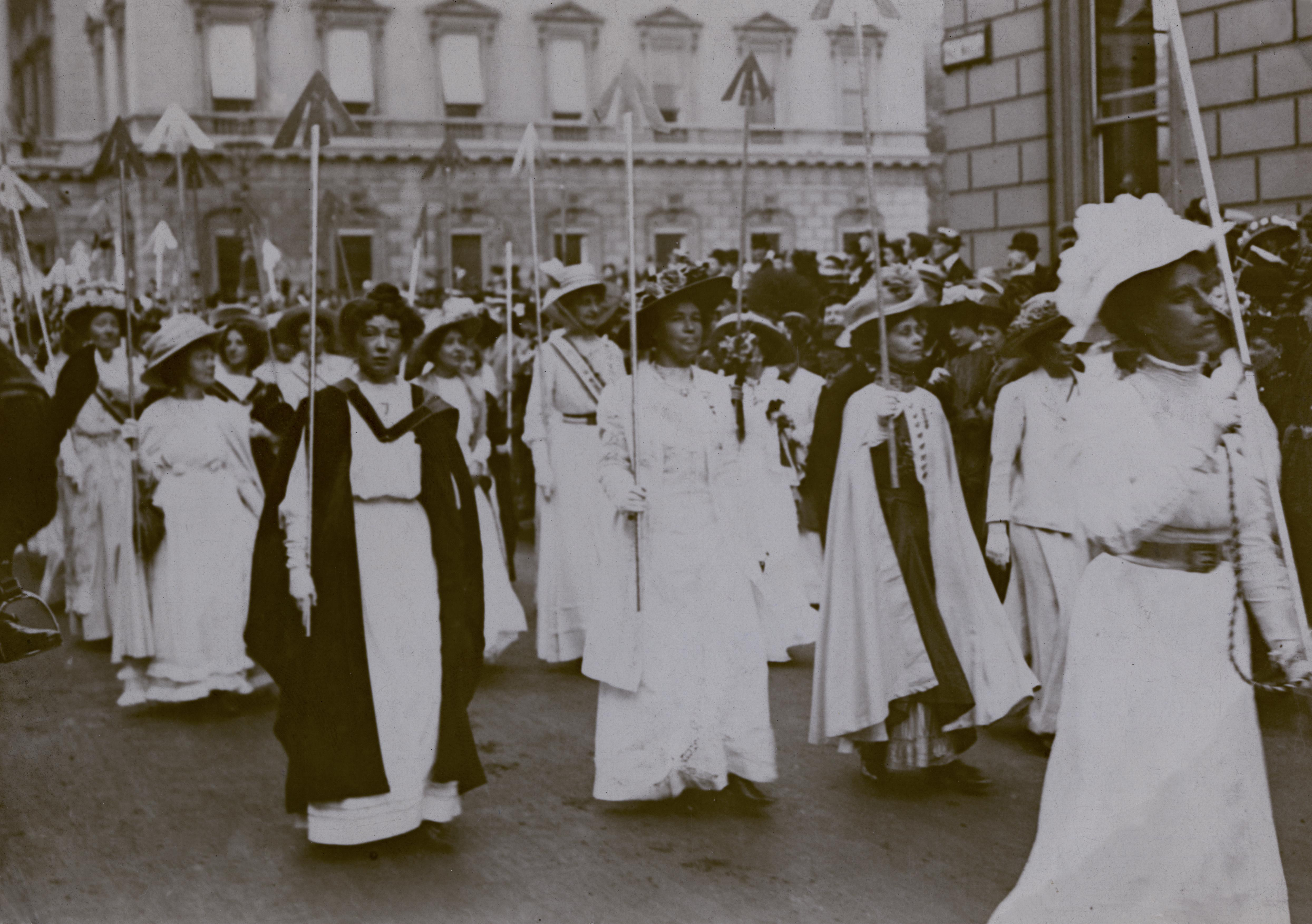
Procession des prisonnières suffragettes, en 1909.

Fahey est arrêtée en 1909, avec vingt-six autres militants des suffragettes qui marchent depuis Caxton Hall, Westminster et tentent d'entrer à la Chambre des communes. Elle est condamnée pour obstruction avec Constance Lytton, Daisy Solomon, Rose Lamartine Yates et Sarah Carwin, écopant d'un mois de prison. En novembre 1910, elle est impliquée dans le Black Friday et arrêtée à nouveau pour jet de pierres, condamnée à deux semaines. Les deux peines de Fahey sont purgées à la prison de Holloway, où elle entame une grève de la faim.
Fahey s'associe aux suffragettes locales de Norfolk, dont la princesse Sophia Duleep Singh, Grace Marcon et Miriam Pratt (en). Fahey est emprisonnée avec Helen Kirkpatrick Watts (en) et écrit en louant ses 90 heures de jeûne en prison. En 1913, Fahey est invitée à être un «capitaine», dirigeant l'un des vingt-deux groupes de personnes en deuil des suffragettes avec Leonora Tyson, Elsa Myers, Eleanor Glidewell et Dorothea Rock lors du cortège funèbre d'Emily Davison.
Caprina Fahey reçoit la Hunger Strike Medal de la WSPU "pour la vaillance" datée du 14 mars 1914 lorsqu'elle est arrêtée sous le nom d'Emily Charlton. Elle utilise également le nom "Charlotte Hay". Sa médaille fait également référence à la date du 21 mai 1914. Elle est maintenant conservée dans les archives du Norfolk Museums Service (NMS) après avoir été donnée par son mari après sa mort.

## Mort et héritage
Fahey décède au Norfolk and Norwich Hospital (en) le 26 octobre 1959. Ses funérailles ont lieu à l'église All Saints de Hainford le 29 octobre 1959. Le Rose Cottage où elle a vécu est abandonné et il est finalement démoli en 1975. Certains artefacts liés à la campagne Votes for Women de Fahey sont récupérés. Son héritage en tant que suffragette n'est pas mentionné dans son avis de décès, mais son passage à la Croix-Rouge, en tant que sage-femme agréée par l'État et en tant que directrice de l'Air Raid Precautions (ARP) et membre du Women's Institute est bien enregistré.
En novembre 2017, le Norfolk Museums Service lance un appel public à des informations sur la vie et l'héritage de Fahey. L'appel conduit à davantage d'informations sur sa vie et un certificat de suffragette qui lui avait été remis est maintenant conservé au musée,. Fahey est également nommée pour le projet Suffrage to Citizenship organisé par la Women's Local Government Society (en). En 2019, sa médaille est exposée lors d'un événement de la Quilters Guild au château de Norwich.